# 하늘나무타기쥐
하늘나무타기쥐(Rhipidomys itoan)는 비단털쥐과에 속하는 설치류이다. 브라질의 토착종이다.

## 특징
중간 크기의 설치류로 꼬리 길이 138~212mm를 제외한 몸길이가 119~165mm이다. 발 길이는 18.5~33.5mm, 귀 길이는 12~22mm, 몸무게는 최대 112g이다. 털이 짧고 꼬리 부분까지 이어진다. 등 쪽은 불그스레한 갈색-노랑 또는 짙은 불그스레한 갈색을 띠는 반면에 배 쪽은 희고 배 옆쪽으로 회색 반점이 나타나기도 한다. 귀는 비교적 짧고, 바깥쪽은 갈색이고 안쪽은 희거나 갈색 털이 덮여 있다. 발 뒷쪽은 발가락까지 이어지는 흰 털이 덮여 있고, 밝은 갈객 또는 회색 얼룩이 있다. 꼬리 길이가 몸길이보다 길고, 균일한 검은색을 띠고 짧은 갈색 또는 거무스레한 털이 덮여 있으며, 꼬리 끝으로 갈수록 털이 길어져 꼬리 끝이 붓꼬리 형태를 띤다. 핵형은 2n=44, FN=48,50이다.

## 생태
나무 위에서 생활하는 수상성 동물이다. 먹이는 씨앗이다. 8월과 12월 사이에 번식을 한다.

## 분포 및 서식지
브라질 남동부 리우데자네이루와 상파울루 지역에 널리 분포한다. 울창한 우림과 해안가 숲에서 서식한다.